# Alameda (Málaga)
Alameda er en by og kommune i det sydlige Spanien i provinsen Málaga. Den har et indbyggertal på 5.449 (2024) indbyggere.